# Tōhō
Toho Co., Ltd. (東宝株式会社, Tōhō Kabushiki-gaisha) és una productora japonesa de pel·lícules, produccions teatrals, i companyia de distribució. Té la seu a Yurakucho, Chiyoda, Tòquio, i és una de les companyies principals de la Hanshin Toho Grup Hankyu. Fora del Japó, que és el més conegut com el productor i distribuïdor de moltes pel·lícules kaiju i tokusatsu, la franquícia de superherois tokusatsu Chouseishin a la televisió, les pel·lícules d'Akira Kurosawa, i les pel·lícules d'anime de l'Studio Ghibli. Altres directors famosos, com Yasujiro Ozu, Kenji Mizoguchi, Masaki Kobayashi, i Mikio Naruse, també va dirigir pel·lícules per a Toho.
La creació més famosa de Toho és Godzilla, que apareix en 28 de les pel·lícules de la companyia. Godzilla, Mothra, King Ghidorah, Mechagodzilla, i Rodan es descriuen com els cinc grans personatges de Toho a causa de les nombroses aparicions dels monstres en les tres èpoques de la franquícia, així com a spin-offs. Toho també ha estat involucrat en la producció de nombrosos títols d'anime. Els seus subdivisions són Toho-Towa Distribució, Toho Fotos Incorporated, Toho International Company Limited, Toho E. B. Company Limited, i Toho Music Corporation & Toho Company Limited vestuari. La companyia és el major accionista (7,96%) de Fuji Mitjana Holdings Inc.

## Història
Toho va ser creat pel fundador de Hankyu Ferrocarril, Ichizo Kobayashi, l'any 1932 com la Tokyo-Takarazuka Theater Company (東京宝塚劇場株式会社, Tōkyō Takarazuka Gekijō Kabushiki-gaisha). Va aconseguir dominar la major part del kabuki a Tòquio i, entre altres propietats, el Teatre Takarazuka de Tòquio i el Teatre del Jardí Imperial a Tòquio; Toho i Shochiku van gaudir d'un duopoli sobre teatres a Tòquio des de feia molts anys.
Després de diversos exportacions pel·lícula d'èxit als Estats Units durant la dècada de 1950 a través de Henry G. Saperstein, Toho es va fer càrrec del teatre de la Brea a Los Angeles per mostrar les seves pròpies pel·lícules sense necessitat de vendre'ls a un distribuïdor. Era conegut com el Cinema Toho des de finals de la dècada de 1960 fins a la dècada de 1970. Toho també tenia un cinema a San Francisco i va obrir un cinema a la ciutat de Nova York en 1963.
La Companyia Shintoho, que va existir fins a 1964, va ser nomenat Nou Toho perquè es va separar de la companyia original. La companyia ha contribuït a la producció d'algunes pel·lícules americanes, incloent la pel·lícula de Sam Raimi 1998, A Simple Plan.